# Storeholm (Humble Sogn)
 For alternative betydninger, se Storeholm. (Se også artikler, som begynder med Storeholm)
Storeholm er en ubeboet 2 m høj strandengø på 6,8 ha vest for Ristinge Klint ved Langeland. Øen består af et strandvoldssystem med enkelte lagunesøer ind imellem, især mod syd og til dels ubevoksede. Midt på øen er der et stort vandhul. Stranden er mest stenet, men flere steder med rent strandsand. De mange mindre vandhuller gør øens vegetation frodig, og der fremtræder en græsningsmosaik mellem mere intensivt og mere ekstensivt græssede dele. Der foregår en effektiv afgræsning af kreaturer og får.
Det er muligt at vade gennem vandet fra Ristinge Hale over til Storeholm og videre til holmene Lindholm, Langholmshoved og Langholm. En strømrende få hundrede meter fra Marstal Havn, umuliggør videre vadning til Eriks Hale ved Marstal på Ærø.
Storeholm fungerer som ynglested for kystfugle, og derfor er der adgangsforbud i yngletiden fra 1/3 – 15/7.Storeholm med rev er en vigtig rastelokalitet for vadefugle.